# Josh Sawyer

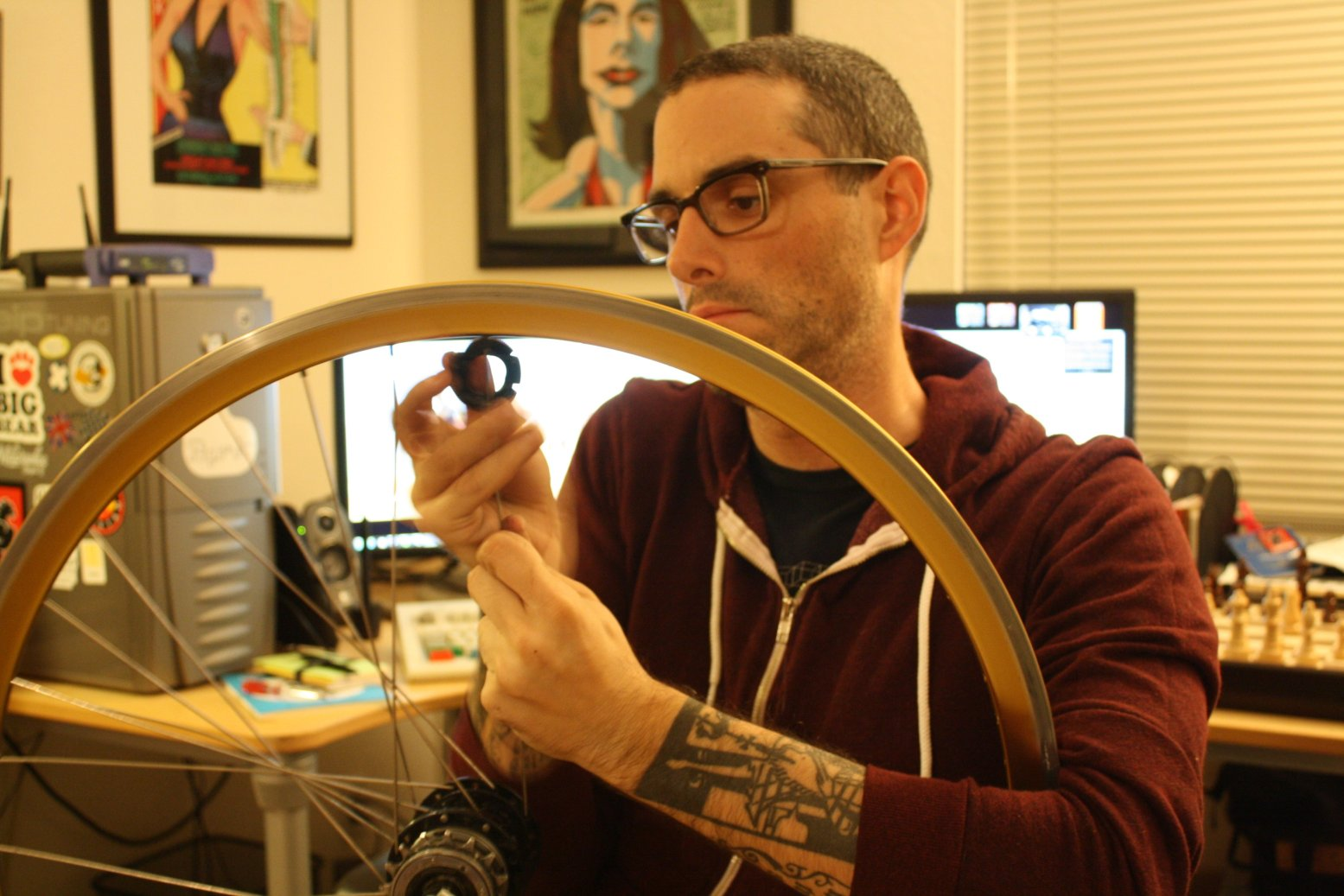
Josh Sawyer

Joshua Eric Sawyer (Fort Atkinson (Wisconsin), 18 oktober 1975) (ook bekend als J.E Sawyer) is een Amerikaans ontwerper van computerspellen, actief in het role playing game-genre.

## Carrière
Hij groeide op in Fort Atkinson en behaalde een bachelordiploma aan de Lawrence University in Appleton, aldaar. Nadat zijn studie was afgerond, verhuisde Sawyer naar Californië, waar hij begon als Web Designer bij Black Isle Studios. Sawyer promoveerde al snel tot Ontwerpmedewerker en niet veel later werd hij zelfs hoofdontwerper van Icewind Dale II.
Toen Interplay besloot om Black Isle Studios te sluiten, kwamen veel teamleden bij Obsidian Entertainment terecht, Sawyer hoorde hier ook bij. In november 2003 kondigde Tor Thorsten van het tijdschrift GameSpot aan dat Sawyer per direct zijn rol als hoofdontwerper van Fallout 3 aan de kant zou schuiven om zich vervolgens op andere projecten te kunnen richten.
Op 19 juni 2005 meldde Gamespot dat Sawyer opnieuw een project verlaten had. Dit keer was dat Midway's Gauntlet: Seven Sorrows. De reden hiervoor was dat Saywer al werd ingezet door Obsidian Entertainment om de ontwikkeling van Neverwinter Nights 2 te leiden.
Hij was projectleider en hoofdontwerper van Fallout: New Vegas. Ook was hij in 2015 projectleider van Pillars Of Eternity.

## Projecten
- Icewind Dale (2000, Interplay)
- Icewind Dale: Heart of Winter (2001, Interplay)
- Icewind Dale II (2002, Interplay)
- Baldur's Gate: Dark Alliance (2002, Interplay)
- Baldur's Gate: Dark Alliance II (2004, Interplay)
- Neverwinter Nights 2 (2006, Obsidian Entertainment)
- Fallout: New Vegas (2010, Obsidian Entertainment)